# Ni Roro Mendut

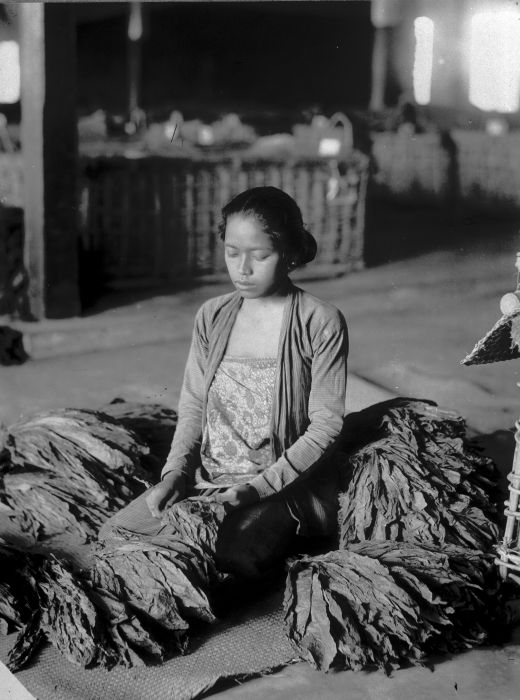
Arbeidster sorteert tabak, Wereldmuseum Amsterdam

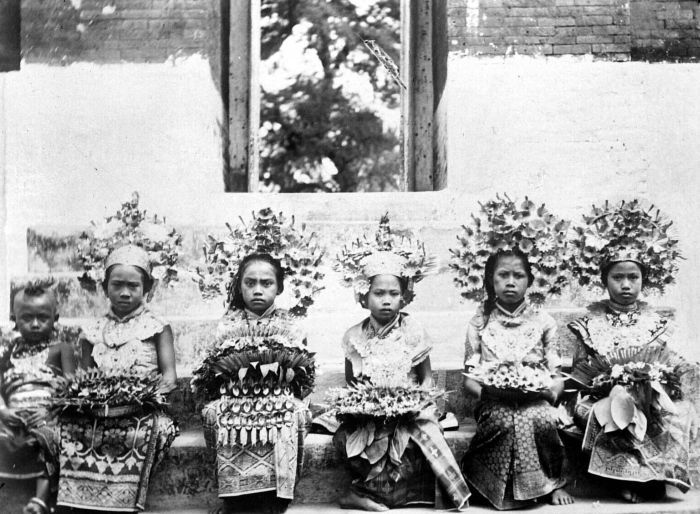
Fraai aangeklede tempelmeisjes die sirih aanbieden voor de tempelpoort, Wereldmuseum Amsterdam

Ni Roro Mendut is een volksverhaal uit Midden-Java, Indonesië.

## Het verhaal
Adipati Pragolo woont in de Mataramperiode in Trembanggi, dit rijk wordt overheerst door Mataram. Ni Roro Mendut is de mooie dochter van een mandenmaker, zij is nog niet huwbaar door haar leeftijd. De koning vindt haar op een bidadari (een wezen uit het paradijs) lijken en neemt haar op in zijn harem om opgeleid te worden. De ouders zijn trots dat hun dochter zo'n mooie toekomst krijgt en het meisje is de oogappel van de koning. Op een dag wordt het koninkrijk aangevallen door Tumenggung Wiroguno en deze koning doodt Adipati Pragolo met zijn kris. De hofhouding wordt meegenomen naar Mataram. De onderkoning en zijn vriend Ki Patih Prawirosakti krijgen een deel van de oorlogsbuit, de schoonheid van Ni Roro Mendut komt niet tot haar recht met haar verwilderde haren en smerig gezicht.
Tumenggung Wiroguno krijgt vier meisjes van koning Sinuhun Sultan Agung, maar hij sluit Ni Roro Mendut niet op bij de andere slavinnen. Nyai Ajeng, de vrouw van Tumenggung Wiroguno, heeft door dat haar man verliefd is op Ni Roro Mendut. Nyai Ajeng kan geen kinderen krijgen en raadt haar man aan Ni Roro Mendut als tweede vrouw te nemen, maar zij is niet van adel. Het meisje weigert het voorstel van Nyai Ajeng echter, omdat Tumenggung Wiroguno haar grootvader zou kunnen zijn. De koning is beledigd en eist nu twee rial per maand, maar het meisje heeft geen bezittingen. Nyai Ajeng leent één rial aan Ni Roro Mendut en twee dienstmaagden worden naar de markt gestuurd voor maïsbladeren en tabak.
Samen met de dienstmaagden draait Ni Roro Mendut sigaretten en er wordt een kleine kiosk gebouwd met gordijnen. De koper van een sigaret mag het gordijn optillen en kan zo de schoonheid van Ni Roro Mendut zien. Al snel is er een menigte die een rial per sigaret betaalt en de sigaretten zijn snel uitverkocht. In het paleis kan Ni Roro Mendut de twee rial betalen en laat nieuwe maïsbladeren en tabak inkopen. De volgende dag is er een hanengevechttoernooi. Pronocitro is de zoon van een rijke man en heeft al veel toernooien gewonnen. Als Ni Roro Mendut en Pronocitro elkaar zien is het liefde op het eerste gezicht. Pronocitro koopt drie sigaretten die in zijde gewikkeld zijn. De dienstmaagd Ni Cual vraagt een bediende van Pronocitro hoe zijn baas heet en hoort dat hij in Botokenceng woont.
Patih Prawirosakti heeft het toernooi georganiseerd en daagt Pronociro uit voor een duel, de menigte praat over de overwinning van Pronocitro's haan. Een bediende van Pronocitro betaalt vijfentwintig rial voor één sigaret en krijgt een briefje mee waarin Ni Roro Mendut bekendmaakt dat ze een gevangene is. Ze vraagt Pronocitro om te infiltreren in het paleis en hij vertelt de volgende dag aan zijn moeder dat hij van plan is Ni Roro Mendut te bevrijden. Pronocitro is geliefd en wordt al snel burgemeester, hij zit op deze manier dicht bij de adel en hij koopt Ki Jibus om met geld. Als Ki Jibus voedsel haalt in het paleis geeft Ni Roro Mendut hem een briefje mee waarin ze Pronocitro vraagt haar 's avonds bij het muurtje te ontmoeten. De koning wil Pronocitro als minister en is van plan hem als zoon te adopteren. Vertrouwelingen van de koning mogen Pronocitro graag en er wordt tuak (palmwijn) gedronken.
Pronocitro viert met tegenzin feest en drinkt weinig, hij vertrekt als de anderen dronken zijn. Hij praat de hele avond met Ni Roro Mendut en verlaat haar na middernacht. De volgende dag is het maandelijkse bezoek aan de koning en Tumenggung Wiroguno vertrekt. Pronocitro moet mee, maar doet alsof hij ziek is. Hij vertelt dat het medicijn te krijgen is bij Ni Roro Mendut en er wordt een bode gestuurd. Ni Roro Mendut stopt een briefje tussen de sirihbladeren, Pronocitro moet naar de Zuidpoort komen. Het paar vergeet de tijd en als de koning terugkeert laat hij Ni Roro Mendut zoeken. Ki Jibus kan niet voorkomen dat Ni Roro Mendut gevonden wordt, maar beschermt zijn geliefde Pronocitro. Ni Roro Mendut wordt teruggebracht en krijgt zweepslagen van de koning, ze verliest het bewustzijn tweemaal.
Pronocitro is in de leer geweest bij een heilige in het bos en kent de kracht van kruiden. Hij verdoofd de wachten met een rookwalm. en kan zo ongemerkt het paleis binnen komen. Pronocitro smeert een genezende zalf op de wonden van Ni Roro Mendut en het paar vlucht naar de moerassen bij Cilacap. Bij de rivier Serayu brengt de veerman Ki Dogong het paar naar de overkant, maar Ki Patih roept hem terug. Een gevecht begint en Pronocitro doodt mannen met zijn kris, maar wordt zelf door een lans verwond. Het paar wordt naar de koning gebracht en deze steekt Pronocitro in zijn linkerborst met de kris met de negen bochten. Pronocitro sterft en Ni Roro Mendut stort zich zelf in de kris en sterft naast haar geliefde. De koning heeft berouw en treurt om de dood van Ni Roro Mendut tot hij zelf sterft.